# Chaetodipus hispidus
Chaetodipus hispidus là một loài động vật có vú trong họ Chuột kangaroo, bộ Gặm nhấm. Loài này được Baird mô tả năm 1858.